# Богдан-2251
Богдан 2251 — санітарний автомобіль розроблений корпорацією «Богдан» на основі китайського Great Wall Wingle 5 і призначений для вивозу поранених з медичних підрозділів військової ланки до госпіталів/лікувальних закладів та надання у разі необхідності медичної допомоги пораненим за базовим та І рівнем в процесі евакуації.

## Історія
Корпорація «Богдан» виконувала контракт, укладений 2016 року з Міністерством оборони України щодо постачання новітніх санітарних автомобілів Богдан-2251 в інтересах Збройних сил України. З 2016 року спецавтомобіль поступив на службу до військових медиків ЗСУ.
У Міністерстві оборони оприлюднили, що число нових санітарних автомобілів, які прийдуть на зміну застарілим УАЗ «буханка» (або «таблетка») до кінця 2017 року, становитиме 130 автомобілів.
У реальності, з першої партії у 100 автомобілів ЗСУ прийняли за якістю лише 50. У січні 2018 року член Ради волонтерів при Міністерстві оборони України Валентина Варава піддала критиці конструкцію автомобіля, повідомивши, що з 50 доставлених на фронт машин 25 довелося ремонтувати або повертати назад на завод. За її словами, медики не хочуть використовувати цей автомобіль, тому що він сильно трясеться й дуже нестійкий.
Досвід застосування виявив поширену проблему — паливна система не витримує низької якості пального, що не відповідає стандарту EN 590 через домішки води та механічних часток та некваліфіковане обслуговування. Це призводить до виходу з ладу машини вже через 5-8 тис. км пробігу, але ремонтувати машини доводиться за державні кошти. Зламалася приблизно половина з 50 «Богданів», які були відправлені в зону бойових дій на сході України.
Станом на 2017 рік був складений список з 50 необхідних покращень автомобіля. За словами Олександра Ляпуна, паливна система не може бути змінена, яка у більшості випадків виходить з ладу через використання неякісного палива.
14 березня 2018 року у Києві робоча група ухвалила рішення щодо внесення близько 20 змін у конструкцію та відповідну технічну документацію для вирішення проблемних питань експлуатації автомобілів Богдан-2251.
У липні 2018 року Корпорація «Богдан» презентувала оновлену та поліпшену версію санітарного автомобіля. Техніка отримала понад десяток вдосконалень.
Санітарні автомобілі «Богдан 2251» взяли участь у параді до Дня Незалежності України 24 серпня 2018 року у Києві. Вони пройшли Хрещатиком у складі колони техніки.
У вересні 2018 року «Богдан» відправив до Збройних сил України понад сто одиниць автомобільної техніки у рамках виконання державного оборонного замовлення. До цієї партії увійшли і оновлені Богдан-2251.
У січні 2019 року компанія підписала нові контракти із Міністерством оборони на постачання санітарних машин «Богдан 2251».
У листопаді 2019 року НАБУ здійснювало перевірку закупівель цих автомобілів у 2015—2019 роках, з'ясовуючи причини вартості, яка вважалася надмірною. У квітні 2021 року ДБР провело обшуки у корпорації «Богдан» через підозру в завищенні вартості цього товару і постачанні у підрозділи ЗСУ в особливий період неякісної продукції. Сам завод-виробник збанкрутував у липні 2021 року.

## Конструкція
На основі першого досвіду використання в конструкцію автомобіля була внесена низка змін. Поставлені в серпні 2018 року мали такі особливості.
Шасі: вдосконалено паливну систему автомобіля, додано фільтр з водовідведенням, задній міст дообладнаний стабілізатором поперечної стійкості.
Екстер'єр: автомобілі обладнано проблисковими маячками та пристроєм для подачі спеціального звукового сигналу, змінилася конструкція «кунгу».
Кабіна: встановлений переговорний пристрій між медичним відділенням та водієм, з'явилася можливість регулювання підсвічування шкали приладів, можливість відміни обов'язкового блокування дверей під час руху.
Медичний відсік: обладнаний автономною системою опалення, зменшено кількість місць для перевезення поранених лежачі з 4 до 3, встановлено штатні кронштейни під крапельниці, рейки для ношів уніфіковано з натівськими зразками, модернізовано механізм їх фіксації, верхня полиця відтепер відкидається лише до горизонтального положення.

## Тактико-технічні характеристики
Загальні характеристики:
- Базове шасі: Great Wall Wingle 5
- Колісна формула: 4х4
- Повна конструктивна маса: не більше ніж 3720 кг (повністю заправленого, укомплектованого виробами медичного призначення, водієм-санітаром, двома медпрацівниками, пораненими, вантажем)
- Екіпаж: 3 чол
- Поранені (хворі), що транспортуються:
  - лежачи на ношах: 4
  - лежачи на ношах + сидячи 2+4
  - тільки сидячи: 8
- Кількість осіб для перевезення (в тому числі, водій-санітар та два медпрацівники): не більше ніж 11
- Основні габаритні розміри шасі, не більше ніж:
  - довжина: 5475 мм
  - ширина: 1950 мм
  - висота (по люку): 2490 мм
- Габаритні розміри медичного салону, не менше ніж:
  - довжина: 2400 мм
  - ширина:1750 мм
  - висота: 1500 мм
- дорожній просвіт: не менше ніж 187 мм

Двигун:
тип чотиритактний, чотирициліндровий, рядний, дизель з турбонаддувом, рідинного охолодження
Медичне обладнання:
- Ноші санітарні типу 11-2200 (ГОСТ 16940-89): 4 шт.
- Інгалятор кисневий типу КІ-4М: 1 шт.
- Набір медичних шин для верхніх та нижніх кінцівок: 2 компл.
- Апарат портативний для штучного дихання типу АДР-2 або ДП 10.02: 1 шт
- Рюкзак з медичною комплектацією: 1 шт.
- Гачки для розміщення систем інфузійної терапії: 4 шт.

## Оператори
- Україна: 350 в ЗСУ, станом на початок 2021 року[15].
  - У 2017 році для потреб медичної служби Збройних Сил поставлено 100 санітарних авто «Богдан»[16].
  - Протягом 2018 року отримано 101 автомобіль[15], за серпень 2018 року корпорація «Богдан» передала ЗСУ близько 50 одиниць конструкційно оновлених санітарних автомобілів,[17] а в листопаді того ж року — достроково виконала контракт на виготовлення та постачання санітарних автомобілів Богдан-2251 до медичних підрозділів Збройних Сил України[18].
  - 149 автомобілів отримано ЗСУ протягом 2019 року[15].